# 形而上学
形而上学（けいじじょうがく、英: metaphysics）は、感覚ないし経験を超え出でた世界を真実在とし、その世界の普遍的な原理について理性（延いてはロゴス）的な思惟で認識しようとする学問ないし哲学の一分野。世界の根本的な成り立ちの理由（世界の根因）や、物や人間の存在の理由や意味など、感覚を超越したものについて考える。対する用語は唯物論。他に、実証主義や不可知論の立場から見て、客観的実在やその認識可能性を認める立場や、ヘーゲル・マルクス主義の立場から見て弁証法を用いない形式的な思考方法。
形而上学は、PubMedにおいては、哲学の一分野で、存在の性質(オントロジー)と宇宙の起源と構造(宇宙論)を含む第1原理を取り扱うものとしている。

## 概要
形而上学は、哲学の伝統的領域の一つとして位置づけられる研究で、歴史的にはアリストテレスが「第一哲学」(希: ἡ πρώτη Φιλοσοφία)と呼んだ学問（そして、それに関する著作がまとめられた『形而上学』という書物）に起源を有し、「第二哲学」は自然哲学、今日でいうところの自然科学を指していた。
形而上学における主題の中でも最も中心的な主題に存在(existence)の概念があるが、これは、アリストテレスが、第二哲学である自然哲学を個々の具体的な存在者についての原因を解明するものであるのに対し、第一哲学を存在全般の究極的な原因である普遍的な原理を解明するものであるとしたことに由来する。そして存在をめぐる四つの意味を検討してから存在の研究は実体(substance)の研究であると見なして考察した。アリストテレスの研究成果は中世のスコラ哲学における普遍論争の議論へと引き継がれることになる。近代になるとデカルトはあらゆる存在を神の存在によって基礎付けてきた中世の哲学を抜本的に見直し、あらゆる存在証明の論拠を神の自明な存在から、思推している人間の精神に置き換えて従来の形而上学を基礎付け直そうとした。このような近代的な考え方はバークリーの独我論的な存在論にも認めることができる。バークリーは存在することとは知覚されることであるという原理を示し、唯一確かな実体とは自らの知覚だけだと主張する。ハイデッガーの研究は存在が成立する上で不可欠な条件を明確化し、その条件とは自己が存在しなくなる死を問いかけながら自己から脱出（脱自）する自由な存在の在り方をしていることだと論じた。
形而上学では、存在論の他に、神、精神、自由の概念等が伝統的な主題とされ、精神や物質もしくは数や神のような抽象的な事柄が存在するか、また人間という存在は複雑に組み立てられた物質的な体系として定義できるかどうか、などが問われてきた。
形而上学の研究には心理学的、宇宙論的、存在論的、神学的な関心に基づいた研究もあるにもかかわらず、形而上学は哲学的方法に基づいた研究であり、物理学や心理学や生物学といった科学的方法に基づいた自然諸科学や、特定の聖典や教義に基づいた神学と区別される。

## 歴史

### 古代

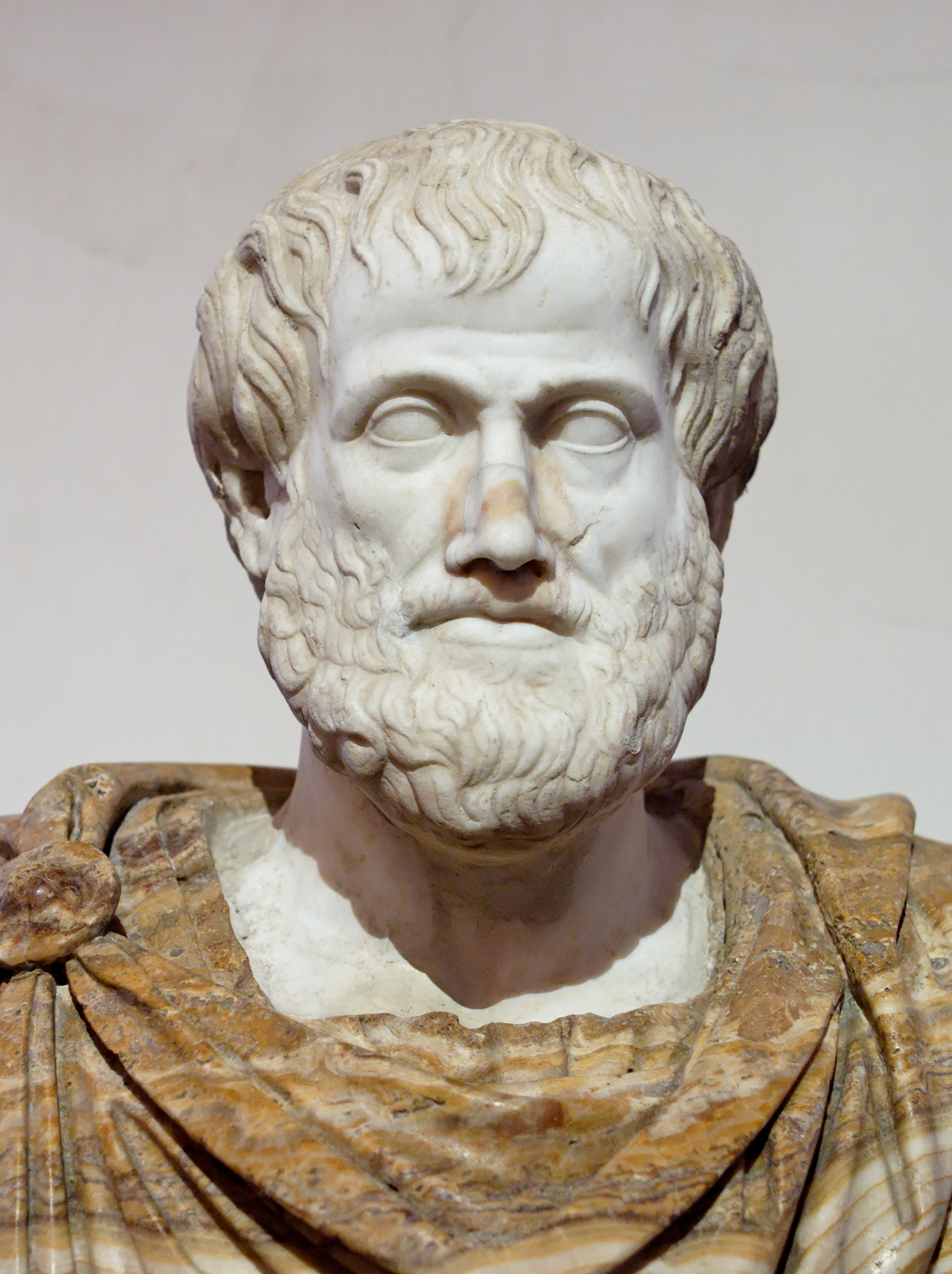
アリストテレス

歴史の中で、形而上学的な問題の研究であれば、古代ギリシアに遡ることができる。ソクラテス以前の哲学者と呼ばれる古代ギリシアの哲学者は、万物の根源を神でなく、人によってその内実は異なるにせよ何らかの「原理」（アルケー）に求めたのであって、哲学はもともと形而上学的なものであったともいえる。
ソクラテスやプラトンも、現象の背後にある真因や真実在、「ただ一つの相」を探求した。
しかし、形而上学の学問的な伝統は、直接的には、それらを引き継いだ古代ギリシアの哲学者アリストテレスの『形而上学』に始まる。彼の著作は西暦30年頃アンドロニコスにより整理されたが、その際、『タ・ピュシカ』（希: τὰ φυσικά, ta physika、自然（についての書））に分類される自然学的書作群の後に、その探求の基礎・根本に関わる著作群が置かれた。その著作群は明確な名を持たなかったので、初期アリストテレス学派は、この著作群を、『タ・メタ・タ・ピュシカ』（τὰ μετὰ τὰ φυσικά、自然（についての書）の後（の書））と呼んだ。これが短縮され、『メタピュシカ』（希: μεταφυσικά、羅: metaphysica）として定着、後の時代の各印欧語の語源となり、例えば英語では「メタフィジックス」（metaphysics）という語となった。
上記のごとく、書物の配置に着目した仮の名称「meta physika（自然・後）」が語源なのだが、偶然にも、その書物のテーマは"自然の後ろ"の探求、すなわち自然の背後や基礎を探るものであり、仮の名前が意味的にもぴったりであったため、その名のまま変更されずに定着した。アリストテレスの著作物の『形而上学』では存在論、神学、普遍学と呼ばれ西洋形而上学の伝統的部門と現在みなされている三つの部分に分けられた。また、いくつかのより小さな部分、おそらくは伝統的な問題、すなわち哲学的語彙集、哲学一般を定義する試みがあり、そして『自然学』からのいくつかの抜粋がそのまま繰り返されている。
- 存在論は存在についての研究である。それは伝統的に「存在としての (qua) 存在の学」と定義される。
- 神学はここでは神あるいは神々そして神的なものについての問いの研究を意味する。
- 普遍学は、全ての他の探求の基礎となるいわゆるアリストテレスの第一原理の研究と考えられる。そのような原理の一つの例は矛盾律「あるものが、同時にそして同じ点で、存在しかつ存在しないことはありえない」である。特殊なリンゴは同時に存在し、かつ存在しないことはありえない。普遍学あるいは第一哲学は、「存在としての (qua) 存在」を扱う―それは、誰かが何かある学問の個別的な詳細を付け加える前に全ての学問への基礎となるものである。これは、因果性、実体、種、元素といった問題を含む。

### 中世
アリストテレスの形而上学は、その後、中世におけるアンセルムスやアクィナスなどによる神学的な研究を経ながら発展してきた。中世のスコラ学では、創造者たる神を万物の根源であるとして、神学的な神の存在証明を前提とし、普遍、存在、自由意思などなどの形而上学的問題を取り扱ったのである。

### 近世
近代に入ると、デカルトは、スコラ学的な神学的な神の存在証明を否定し、絶対確実で疑いえない精神を、他に依存せず存在する独立した実体と見、その出発点から、理性によって神の存在（および誠実さ）を証明するという方法をとった。ジョン・ロックはデカルトの生得説を批判したが、やはり神の存在は人間の理性によって証明できるとした（いわゆる宇宙論的証明）。
これらの大陸合理論、経験論に対して、人間自身の理性的な能力を反省するカントは、神の存在証明は二律背反であるとして理性の限界を示し、理論的な学問としての形而上学を否定した。カントは、その著書『プロレゴメナ』において、それまでの形而上学を「独断論」と呼んで批判し、ヒュームが独断論のまどろみから眼覚めさせたとした。以後、哲学の中心的なテーマは、認識論へと移っていった。

### 現代
19世紀から20世紀の現代の形而上学の時代になると、近代に解明された理性と経験の対立を踏まえながら、存在論的な研究が発展することになる。生の哲学を展開したアンリ・ベルクソン、現象学を発展させたハイデガーなどは新しい形而上学の方法論によりながら人間の存在をめぐる意識や社会について研究している。
20世紀前半に活躍したウィーン学団は論理実証主義を奉じ、その立場から形而上学を攻撃した。その代表的論客カルナップは意味の検証理論に則り、形而上学の命題は経験的にも論理的にも検証ができないがゆえに無意味であると主張した。彼によれば、経験的に形而上学で出てくる「存在」や「形相」のような語が用いられている命題の正しさを検証できないし、そのような命題は論理的にも検証できない。彼は分析命題と総合命題の区別に則っており、ここで論理的に検証できるのは分析命題である。
形而上学を定義することの困難の一部は、何世紀も前にアリストテレスの編者に根源的に形而上学的と考えられなかった問題が、次々に形而上学に加えられてきたことにある。また、何世紀にも渡って形而上学的と考えられていた問題が、概して現在において、宗教哲学、心の哲学、知覚の哲学、言語哲学、科学哲学といった、その独特の分離した副次的主題へと追いやられている点にある。

#### 分析的形而上学
1970年代以降の、分析哲学の手法を用いて様相、因果性、個体と普遍者、時間と空間、自由意志といった形而上学的主題を扱う哲学を分析的形而上学と称することがある。もともと分析哲学の潮流においても、同一性や決定論のように形而上学的主題は扱われていたが、「形而上学」という呼称は独断的という意味あいをもつネガティブなものだった。この状況が変化した契機には、様相論理学やメレオロジーなど形式的な体系が成功をおさめたことが挙げられる。これによって、可能性や必然性といった現実を超えたことがらを扱う様相の形而上学的理論が登場することになった。可能性や必然性といった様相概念を論じる意義に対しては、形而上学の排斥を掲げた論理実証主義を批判し総合・分析の区別に疑義を呈したクワインも否定的であった。これは、典型的な分析的形而上学者もであり、クワインの弟子でもあるデイヴィド・ルイスが、様相実在論で個体とその集合を基礎に据えた存在論を可能世界にまで拡張したことと対照的である。その他、バークリ研究から出発し科学的世界観と普遍者の実在論の調停を目指したD.M.アームストロングや、現象学の薫陶を受けたロデリック・チザムなど、多様な哲学的背景をもった分析的形而上学者がいるのも特徴的である。

## 形而下学
形而下学は、実体のない原理を研究の対象とする形而上学の反対であって、実体のあるものを対象とする応用科学の学問。
『易経』繋辞上伝にある「形而上者謂之道 形而下者謂之器」という記述に依拠すると、「道」は、世界万物の本質、根源であり、形のないもの。その形のないものがいざ実体のあるものに変遷した場合、『易経』はその状態を「形而下」とし、その状態にある物質を「器」と呼ぶ。「道」は「器」の根源であるに対して、「器」は「道」の発展形。
フランシス・ベーコンによれば、学問を形而下学 (physics) と形而上学の二つに分け、前者は原因のうち質料因や作用因を探求するものとして、自然・博物学（自然誌）と形而上学の中間に位置づける。形而上学は形相因や目的因を扱うものとしている。ベーコンの自然哲学の見地によれば、形相とは物そのもの、あるいは物の性質を構成する基本的要素としての単純性質のことであって、その数は無限にあるようなものではなく、限定されたものである。いわゆる物理法則のようなものではなく、ましてや「物の魂」とか抽象的な原理というようなものではない。これは自然科学の領域だけのことではなく、判例やコモンローの中にも隠されており、慎重な観察や体系的探求により発見できるとする。

## 毛沢東の批判による中国での影響
1949年中華人民共和国建国以後、1952年に『矛盾論』の発表につづき、毛沢東はソ連の政治体制への不満を噴出させる。スターリンなどの路線は、時代と環境の要素を加味できず、マルクス主義の単純コピー（「形而上学」、「教条主義」）だと強く批判した。さらにその直後の文化大革命において、毛沢東語録の一部として「形而上学」という語彙が「唯心論」という意味合いで新聞などで多用された。その影響により、「形而上学」は今日に至るも中国では一般的には貶す言葉として使用されている。